# Jocko ou le Singe du Brésil

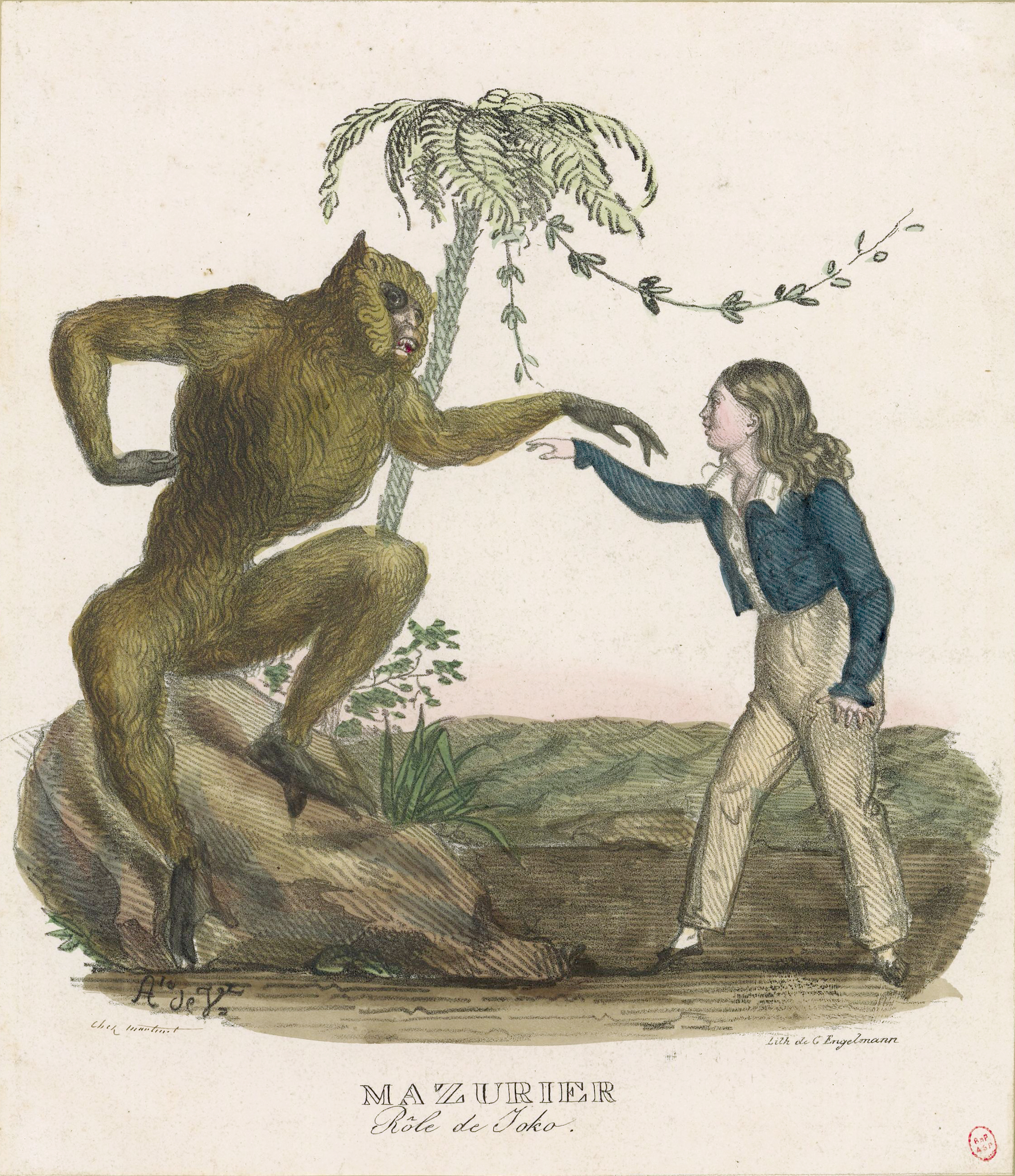
Charles-François Mazurier dans le rôle de Jocko, gravure d'Engelmann, 1825.

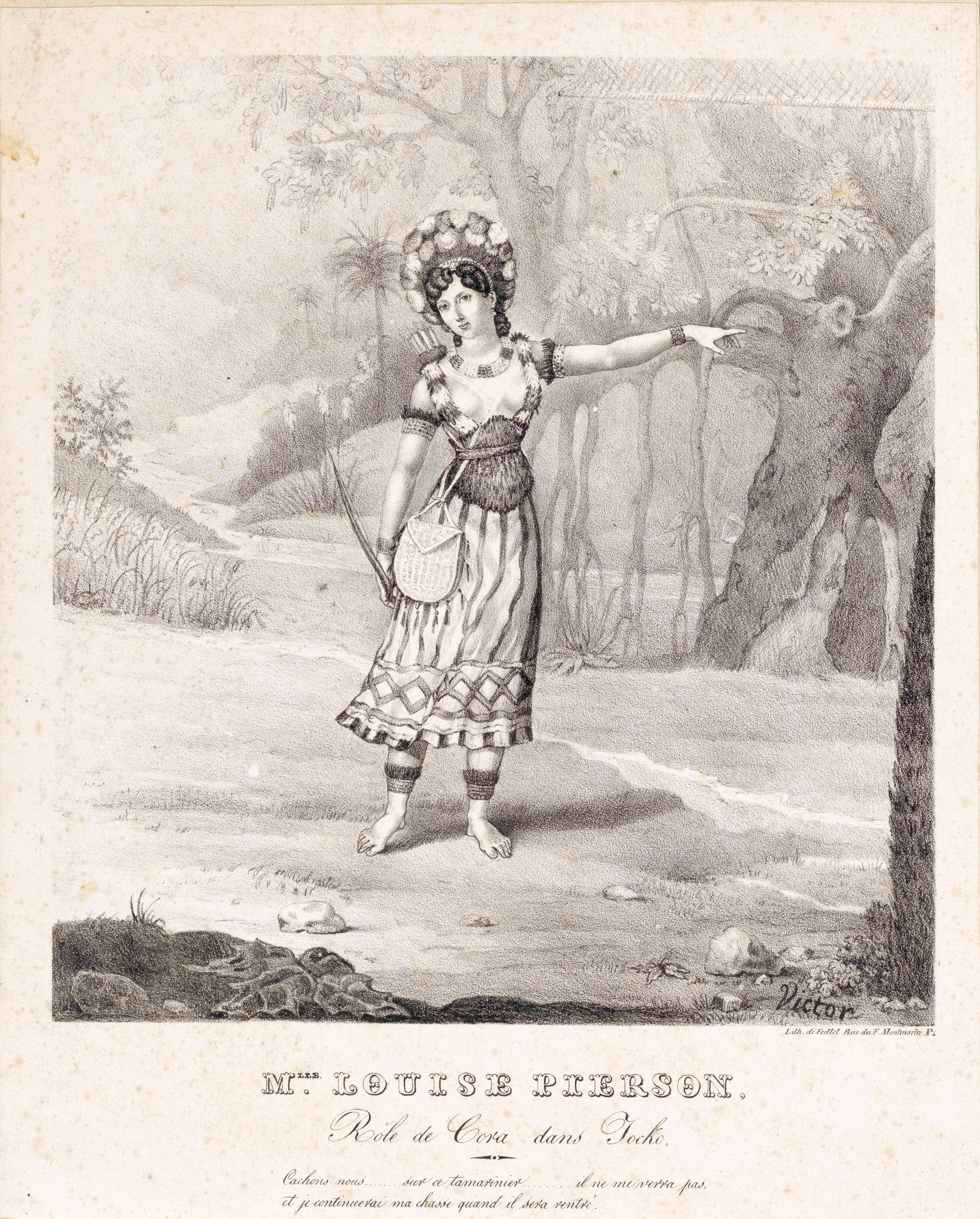
Louise Pierson dans le rôle de Cora, 1825.

Jocko ou le Singe du Brésil est une pièce de théâtre en deux actes d'Edmond Rochefort, inspirée d'une nouvelle de Charles de Pougens. Elle a donné lieu à un ballet de Frédéric-Auguste Blache, sur une musique d'Alexandre Piccinni et des décors de Pierre-Luc-Charles Cicéri, représenté au Théâtre de la Porte-Saint-Martin le 16 mars 1825. Les interprètes principaux étaient Charles-François Mazurier et Louise Pierson.

## Argument
Un riche Portugais en voyage au Brésil capture un singe qui, durant la traversée de l'Atlantique, sauve l'enfant du Portugais du naufrage et en meurt. Dès la deuxième représentation, le public exige que le singe survive.

## Le ballet
Le succès du ballet, véritable charnière entre le siècle des Lumières et le romantisme, est tel que plusieurs théâtres de Paris et de province présentent la version originale ou des œuvres concurrentes, inspirées du même thème.
Plus de 160 représentations sont données en un an. La duchesse de Berry y assista en personne, et le succès fut tel que de nombreux objets reçurent le nom de « jocko » : robes, éventails, coiffures, et même un pain. Il y eut 3 reprises la même année, et de nombreuses imitations. Ainsi Jules Perrot, dès cette même année 1825, en donna sa version au Théâtre de la Gaîté, intitulée Sapajou. 
L'année suivante, Jean-Antoine Petipa en donne sa version au Théâtre de la Monnaie, avec Laurençon dans le rôle principal, Filippo Taglioni reprend le thème à Stuttgart, dans Danina, oder: Joko, der brasilische Affe, et Antoine Titus le remonte à Berlin.
Jocko ou le Singe du Brésil connut un succès de longue durée. Ainsi il était encore représenté au théâtre municipal de Tunis à la fin du siècle. C'est l'un des précurseurs de toutes les histoires de singes humanisés dont le XXe siècle raffolera : de King Kong à La Planète des singes, en passant par Tarzan et bien d'autres.